# Melese sixola
Melese sixola là một loài bướm đêm thuộc phân họ Arctiinae, họ Erebidae. Loài này được Schaus miêu tả khoa học lần đầu tiên năm 1910.